# Filippo Pozzato
Filippo „Pippo“ Pozzato (* 10. September 1981 in Sandrigo) ist ein ehemaliger italienischer Radrennfahrer.

## Werdegang
Pozzato wurde im Jahr 2000 Berufsfahrer beim Radsportteam Mapei-Quickstep. Er entwickelte sich zum Spezialisten für Eintagesrennen und kürzere Etappenrennen, der vor allem im Sprint des Vorderfeld schwieriger Rennen erfolgreich war.
Seine bedeutendsten Siege waren unter anderem die Gesamtwertung bei Tirreno–Adriatico im Jahre 2003, je eine Etappe der Tour de France 2004 und 2007, einen Etappensieg beim Giro d’Italia 2010, die HEW Cyclassics 2005, den Klassiker Mailand-San Remo im Jahr 2006, der Halbklassiker Omloop Het Volk 2007 und der Grand Prix Ouest France 2013. Außerdem wurde er jeweils Zweiter Mailand-Sanremo 2008, Paris–Roubaix 2009 und der Flandern-Rundfahrt 2012 sowie Vierter im Straßenrennen der Weltmeisterschaften 2010.
Im Zuge der Dopingermittlungen der Staatsanwaltschaft von Padua gestand er Kontakte zum umstrittenen Sportmediziner Michele Ferrari und wurde deswegen 2012 für drei Monate gesperrt.
Zur Ende der Saison 2018 erklärte Pozzato seinen Rücktritt vom Leistungsradsport aufgrund von Motivationsproblemen. Er wolle zukünftig die Nachwuchsfahrer Continental Teams Beltrami TSA unterstützen, ein Autohaus in Monte Carlo leiten und für einen Zweitligisten in Bassano del Grappa Roller Hockey spielen (er betrieb diese Sportart in seiner Jugend).

## Erfolge (Auswahl)
| 2002 - Tour du Lac Léman - zwei Etappen Slowenien-Rundfahrt 2003 - Trofeo Laigueglia - Gesamtwertung und eine Etappe Tirreno–Adriatico 2004 - eine Etappe Giro della Liguria - Trofeo Laigueglia - eine Etappe Tour de France 2005 - HEW Cyclassics - Giro del Lazio - eine Etappe Deutschland Tour 2006 - Mailand–Sanremo - eine Etappe Tour of Britain 2007 - Tour du Haut-Var - Omloop Het Volk - eine Etappe Tour de France - Trofeo Matteotti - eine Etappe Polen-Rundfahrt - GP Industria & Commercio di Prato | 2008 - Gesamtwertung und eine Etappe Giro della Provincia di Grosseto - Giro della Provincia di Grosseto 2009 - E3 Prijs Vlaanderen - eine Etappe Driedaagse De Panne-Koksijde - Italienischer Meister – Straßenrennen - Giro del Veneto - Memorial Cimurri 2010 - eine Etappe Giro d’Italia 2011 - Gran Premio Bruno Beghelli 2012 - GP Industria & Artigianato 2013 - Trofeo Laigueglia - Coppa Agostoni - GP Ouest France-Plouay |

## Wichtige Platzierungen
Grand Tours
| Grand Tour            | 2004 | 2005 | 2006 | 2007 | 2008 | 2009 | 2010 | 2011 | 2012 | 2013 | 2014 | 2015 | 2016 | 2017 | 2018 |
| --------------------- | ---- | ---- | ---- | ---- | ---- | ---- | ---- | ---- | ---- | ---- | ---- | ---- | ---- | ---- | ---- |
| Giro d’ItaliaGiro     | –    | 84   | –    | –    | –    | DNF  | 45   | –    | DNF  | 120  | –    | –    | 113  | 104  | –    |
| Tour de FranceTour    | 116  | –    | 133  | DNF  | 67   | 100  | –    | –    | –    | –    | –    | 125  | –    | –    | –    |
| Vuelta a EspañaVuelta | –    | –    | –    | –    | DNF  | –    | DNF  | –    | –    | –    | –    | –    | –    | –    | –    |

Monumente des Radsports
| Monument                 | 2003 | 2004 | 2005 | 2006 | 2007 | 2008 | 2009 | 2010 | 2011 | 2012 | 2013 | 2014 | 2015 | 2016 | 2017 | 2018 |
| ------------------------ | ---- | ---- | ---- | ---- | ---- | ---- | ---- | ---- | ---- | ---- | ---- | ---- | ---- | ---- | ---- | ---- |
| Mailand–Sanremo          | DNF  | 63   | –    | 1    | 19   | 2    | 22   | 29   | 5    | 6    | 33   | 30   | 41   | 8    | 31   | 52   |
| Flandern-Rundfahrt       | DNF  | 108  | 43   | 13   | 14   | 6    | 5    | 7    | 38   | 2    | 44   | 17   | 12   | 75   | 8    | –    |
| Paris–Roubaix            | –    | 77   | DNF  | 15   | 35   | 49   | 2    | –    | DNF  | DNF  | 22   | 50   | 65   | –    | –    | –    |
| Lüttich–Bastogne–Lüttich | DNF  | DNF  | DNF  | –    | –    | –    | –    | –    | –    | –    | –    | –    | –    | –    | –    | –    |
| Lombardei-Rundfahrt      | –    | –    | DNF  | 42   | 19   | –    | –    | DNF  | DNF  | DNF  | –    | –    | –    | DNF  | –    | –    |

## Teams
- 2000–2002 Mapei-Quick Step
- 2003–2004 Fassa Bortolo
- 2005–2006 Quick Step-Innergetic
- 2007–2008 Liquigas
- 2009–2011 Katusha Team
- 2012 Farnese Vini-Selle Italia
- 2013–2015 Lampre-Merida
- 2016–2018 Southeast-Venezuela / Wilier Triestina-Selle Italia